# Ainune
Ainune ist ein Bruchstück einer mittelalterlichen Pergament-Handschrift aus dem frühen 13. Jahrhundert. Es wurde um 1835 von Franz Josef Mone in einer Inkunabel aus der Bibliothek der Reichsabtei Salem (auch: Salmannsweiler) gefunden.

## Format und Überlieferung
Das Fragment wurde in einer Inkunabel aufgeleimt gefunden. Die ursprüngliche Handschrift war auf Pergament im Quart-Format geschrieben, es sind 2 Blätter mit je 39 Zeilen gefunden worden, die jeweils in der Mitte durch- und oben abgeschnitten wurden. Die beiden Blätter enthielten insgesamt 314 Zeilen in mittelhochdeutscher, genauer alemannischer Sprache. Seit 1855 gelten jedoch beide Blätter als verschollen und konnten bisher nicht wieder aufgefunden werden. Weitere Überlieferungen oder andere Textstellen des Ainune-Textes wurden bislang nicht gefunden.

## Datierung und Autorenzuordnung
Mone datierte das Fragment auf den Beginn des 13. Jahrhunderts, später wurde es aufgrund des anspruchsvollen höfischen Tons und der Minnethematik auf das 2. Viertel des 13. Jahrhunderts, vermutlich nach 1230, datiert.
Ein Autor ist nicht bekannt. Zwar wurde schon mehrfach versucht, das Fragment Bligger von Steinach zuzuordnen, jedoch konnte dafür bisher kein eindeutiger Beweis erbracht werden.

## Inhalt
Das Ainune-Fragment ist ein Teil eines vermutlich größeren höfischen Versepos. Die überlieferten Teile des Textes behandeln fast ausschließlich die Werbung eines nicht namentlich genannten Königs um die Königin Ainune, wobei er sich der Hilfe des Beraters Willehalm de Punt bedient. Am Ende des Textes scheint dieses Vorhaben erfolgreich zu sein. Hauptthemen sind Minne, Treue, Wahrhaftigkeit und Tugend sowie die Warnung vor falscher Minne.

## Ausgabe
- Franz Joseph Mone: Bruchstücke alter Rittergedichte. In: Anzeiger für Kunde der deutschen Vorzeit. Organ des Germanischen Museums. 1835. S. 314–321 (Online).